# Konstans II.
Konstans II. (7. listopadu 630 – 15. září 668 v Syrakusách) byl byzantský císař vládnoucí v letech 641–668. Jeho otcem byl císař Konstantin III., dědem zakladatel herakleiovské dynastie Herakleios.
Konstans, za jehož vlády byl dovršen přechod mezi pozdní antikou a středověkem, byl jako panovník u obyvatel Konstantinopole dosti neoblíben, což zčásti vysvětluje, proč trávil tolik času na výpravách do Itálie či jiných krajů na západě. V oblasti náboženské politiky došlo za jeho panování ke konfliktu s papežstvím, vyvolaným císařským výnosem z roku 648, jímž se zakazovaly debaty o přirozenosti Kristově (viz monofyzitismus a ekthesis).
Za Konstanta, na počátku vlády ještě nezletilého, hrál východořímský senát naposledy významnou roli v politice, tato fáze však skončila, jakmile císař v 18 letech sám převzal vedení státních záležitostí. Ačkoli se Konstans zprvu energicky snažil ochránit hranice říše a osobně se účastnil vojenských tažení, dobyli Arabové v jeho době Arménii a Kypr. Také pověst o neporazitelnosti byzantského loďstva vzala tehdy za své, neboť Arabové dosáhli v námořní bitvě u Finike (655) jednoznačného vítězství. Po málo úspěšné výpravě proti Langobardům v Itálii se Konstans nakonec stáhl do Syrakus (které chtěl učinit hlavním městem říše) a zde byl roku 668 jedním komorníkem zavražděn. Jeho syn Konstantin přeložil císařskou rezidenci zpátky k Bosporu.
Je sporné, zda právě do Konstantovy doby spadá vytvoření nové správní struktury – systému tzv. themat. Jisté naopak je, že kolem poloviny 7. století nastal dosud nejhlubší propad autority říše v zahraničněpolitickém smyslu a sám císař na tom nebyl vzhledem ke svým vojenským neúspěchům zcela bez viny. Stabilizace poměrů se tak stala hlavním úkolem Konstantových nástupců.